# 한국사물지능협회
한국사물지능협회는 2020년 6월 18에 과학기술정보통신부로부터 설립이 허가된 비영리 사단법인이다. 관련 근거는 민법 제 32조, 과학기술정보통신부 소관 비영리 법인의 설립 및 감독에 관한 규칙 제 4조에 의한다.

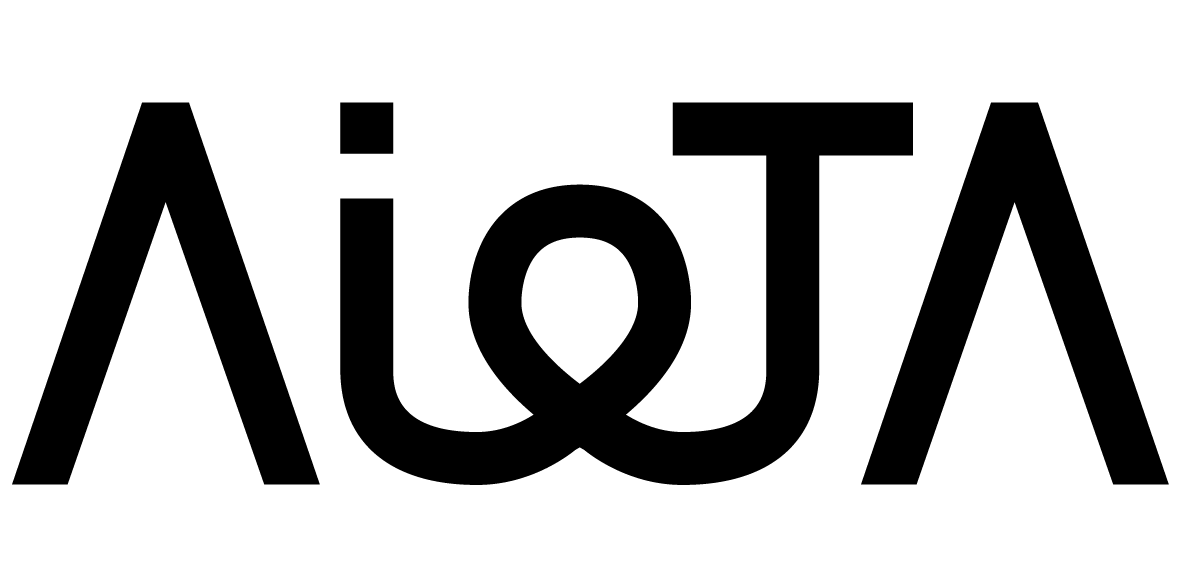
한국사물지능협회 로고

## 명칭
- 사단법인 한국사물지능협회
- AIoTA
- Artificial Intelligence of Things Association
- AIoT Association

## 웹사이트
- http://www.aiot.or.kr
- http://www.aiota.or.kr 보관됨 2021-09-25 - 웨이백 머신

## 허가번호
제2020-31-0004호

## 대표자
이재진

## 설립목적
정부의 4차 산업과 융합기술 발전 전략에 부합하고 융합시대의 선도를 위해 사물지능(AIoT, 사물에 탑재되는 인공지능 관련 융합기술과 산업) 관련 기업과 기관 그리고 전문가들의 정보 교류와 협력을 증진하는 비영리 네트워크를 구축하여, AIoT 기술과 산업의 발전을 위한 활동, 조사와 연구, 그리고 인력 양성과 일자리 창출을 통해 국가 경쟁력 강화와 국민의 삶의 질 향상에 기여함을 목적으로 한다.

## 목적사업
- AIoT 융합산업 및 융합기술 관련 사업주 단체로서 회원 기업의 지원 및 컨설팅
- AIoT 융합산업 및 융합기술 관련 기업의 일자리 창출
- AIoT 평생교육 및 직업능력개발훈련을 위하여 설치한 시설 운영 및 인력 양성
- AIoT 융합산업 및 융합기술의 진흥을 위한 정책 및 제도의 연구·조사·기획
- AIoT 융합산업 및 융합기술의 진흥에 필요한 기술개발 기획, 개발기술 관리 및 표준화
- AIoT 융합산업 및 융합기술 자료의 수집·보존·활용
- AIoT 융합산업 및 융합기술 관련 자격인증과 검정
- AIoT 융합산업 및 융합기술의 국내외 세미나 및 전시회
- AIoT 융합산업 및 융합기술 관련 창업, 경영지원 및 해외 진출 지원
- 그 밖에 협회의 설립목적을 달성하는데 필요한 사업

## 수행중인 활동
- AIoT 제품 및 서비스 개발 프로세스 연구 개발 및 확산
- AIoT 제품 및 서비스 개발을 위한 기업 지원 및 컨설팅
- AIoT 적용 인공지능 로봇 개발 테스트 베드 및 서비스 실증
- AIoT 제품 및 서비스 개발을 위한 역량 향상 및 양성 사업
- AIoT 일자리 창출을 위한 G밸리 지역산업맞춤 사업 및 일자리 협력네트워크 운영
- AIoT 역량 모델 연구 개발 및 확산
- AIoT 역량 대중화를 위한 AIoT 지식사 eBook 무료 제공 및 자격 검정 매월 시행 중Certificated AIoT Specialist. Knowledge

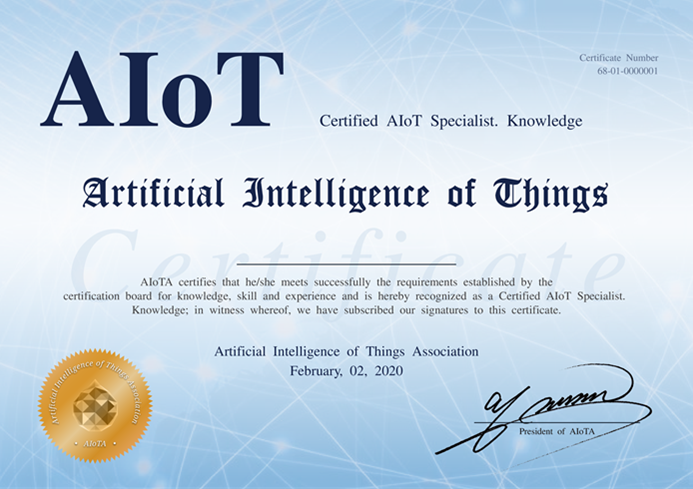
Certificated AIoT Specialist. Knowledge

- 4차 산업혁명의 설계자 AIoT 아키텍트 교육 및 자격 검정 시행 중Certificated AIoT Specialist. Architecture

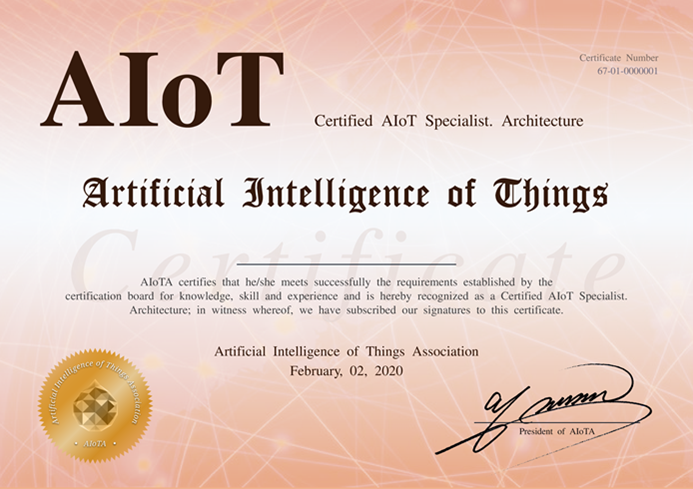
Certificated AIoT Specialist. Architecture

## 역사
- 2022. AIoT 센터 구축(예정)
- 2022. AIoT e-Learning 서비스(예정)
- 2021.09.09. AIoT 지식사 검정시험 온라인 서비스 시작
- 2021.07.14. 아주대학교 공학교육혁신센터, 4차 산업혁명의 설계자 AIoT 리더 양성 교육 사업 참여
- 2021.07.07. AIoT Body of Knowledge(AIoT BoK) 2.0 출판
- 2021.06.02. AIoT BoK 및 AIoT Body of Knowledge 상표 출원
- 2021.06.02. AIoT BoSS® 및 AIoT Body of Skill Set® 상표 등록
- 2021.01.08. 등록번호 2021-000065, AIoT 지도사, 주무부처 과학기술정보통신부
- 2021.01.08. 등록번호 2021-000066, AIoT 전문가, 주무부처 과학기술정보통신부
- 2021.01.08. 등록번호 2021-000067, AIoT 아키텍트, 주무부처 과학기술정보통신부
- 2021.01.08. 등록번호 2021-000068, AIoT 지식사, 주무부처 과학기술정보통신부
- 2021.01.01. 고용노동부, 2021년도 G밸리 지역산업맞춤 AIoT 기업지원 컨설팅 및 일자리 창출 사업 참여
- 2020.12.21. AIoT Body of Knowledge(AIoT BoK) 1.0 출판
- 2020.07.26. 위키피디아 AIoT 및 사물지능융합기술 정의 등록
- 2020.07.07. 사단법인 한국사물지능협회 사업자 등록
- 2020.06.18. 과학기술정보통신부 한국사물지능협회(AIoTA) 허가, 제2020-31-0004호
- 2020.03.23. AIoT BoSS 및 AIoT Body of Skill Set 상표 출원
- 2020.02.02. AIoT Competency and Certification Model 개발
- 2019.12.31. 고용노동부, 서울특별시, 아주대학교 등 2019년도 AIoT 교육 총 266명 교육 참여
- 2019.09.09. AIoT 네이버 블로그 blog.naver.com/aiofthings
- 2019.09.09. AIoT 페이스북 페이지 www.facebook.com/aiofthings
- 2018.11.08. www.aiot.or.kr 웹사이트 개설
- 2018.08.28. AIoT INITIATIVE 출범

## 같이 보기
- AIoT
- 사물지능
- 융합
- 융합성
- 융합기술